# Municipio de Lake (condado de Holt)
El municipio de Lake (en inglés: Lake Township) es un municipio ubicado en el condado de Holt en el estado estadounidense de Nebraska. En el año 2010 tenía una población de 77 habitantes y una densidad poblacional de 0,55 personas por km².

## Geografía
El municipio de Lake se encuentra ubicado en las coordenadas 42°7′55″N 98°33′3″O / 42.13194, -98.55083. Según la Oficina del Censo de los Estados Unidos, el municipio tiene una superficie total de 140.35 km², de la cual 139,55 km² corresponden a tierra firme y (0,57 %) 0,8 km² es agua.

## Demografía
Según el censo de 2010, había 77 personas residiendo en el municipio de Lake. La densidad de población era de 0,55 hab./km². De los 77 habitantes, el municipio de Lake estaba compuesto por el 100 % blancos. Del total de la población el 0 % eran hispanos o latinos de cualquier raza.